# تشارلز أوينز (لاعب غولف)
تشارلز أوينز (بالإنجليزية: Charles Owens)‏ هو لاعب كرة قدم أمريكية أمريكي، ولد في 22 فبراير 1930 في وينتر هافن في الولايات المتحدة، وتوفي بنفس المكان في 7 سبتمبر 2017.

## وصلات خارجية
- تشارلز أوينز على موقع رابطة لاعبي الغولف المحترفين (الإنجليزية)